# Duvalius
Genre
Duvalius est un genre de coléoptères de la famille des Carabidae.

## Liste des espèces
- Biharotrechus Bokor, 1922
  - Duvalius abnormis (Knirsch, 1913)
  - Duvalius bedelensis Janak & Moravac, 1989
  - Duvalius beshkovi Coiffait, 1970
  - Duvalius biokovensis (Holdhaus, 1911)
  - Duvalius bortesii Casale & Vigna Taglianti, 1984
  - Duvalius breitianus (Knirsch, 1912)
  - Duvalius brevipilosus (Knirsch, 1927)
  - Duvalius budae (Kenderessy, 1879)
  - Duvalius cicioarae Jeannel, 1930
  - Duvalius cognatus (Frivaldszky, 1879)
  - Duvalius coiffaiti Decou, 1967
  - Duvalius comes Scheibel, 1934
  - Duvalius droveniki Magrini, 1998
  - Duvalius durmitorensis (Apfelbeck, 1904)
  - Duvalius edithae Janak & Moravec, 1989
  - Duvalius golesensis Winkler, 1926
  - Duvalius hegeduesii (Frivaldszky, 1880)
  - Duvalius herculis (Frivaldszky, 1889)
  - Duvalius hickeri (Knirsch, 1913)
  - Duvalius hurkai Janak & Moravec, 1989
  - Duvalius kanabei Csiki, 1940
  - Duvalius knirschi Janak & Monavec, 1989
  - Duvalius laevigatus (Bokor, 1913)
  - Duvalius maglicensis Winkler, 1933
  - Duvalius mallaszii (Csiki, 1901)
  - Duvalius mandibularis Jeannel, 1930
  - Duvalius mariannae (Knirsch, 1924)
  - Duvalius meschniggi Meixner, 1928
  - Duvalius milleri (Frivaldszky, 1862)
  - Duvalius nannus Jeannel, 1931
  - Duvalius oltenicus Jeannel, 1928
  - Duvalius panoecus (Frivaldszky, 1865)
  - Duvalius paroecus (Frivaldszky, 1865)
  - Duvalius peristericus (Muller, 1914)
  - Duvalius pilifer (Ganglbauer, 1891)
  - Duvalius redtenbacheri (Frivaldszky von Frivald & Frivaldszky, 1857)
  - Duvalius roseni Jeannel, 1929
  - Duvalius scerisorae (Knirsch, 1913)
  - Duvalius semecensis Winkler, 1926
  - Duvalius speiseri (Ganglbauer, 1892)
  - Duvalius spiessi Jeannel & Mallasz, 1929
  - Duvalius spinifer Jeannel, 1928
  - Duvalius stilleri (Reitter, 1913)
  - Duvalius sziladyi (Csiki, 1904)
  - Duvalius transcarpathicus Shilenkov & Rizun, 1989
  - Duvalius trescavicensis (Ganglbauer, 1891)
  - Duvalius voitestii Jeannel, 1930
  - Duvalius wercharatskii Rizun & Yanitskiy, 1994
  - Duvalius winneguthi (Apfelbeck, 1907)
- Duvalius Delarouzée, 1859
  - Duvalius alexeevi Belousov, 1992
  - Duvalius andreinii (Gestro, 1907)
  - Duvalius andreuccii Magrini & Vanni, 1984
  - Duvalius annamariae Vanni & Magrini, 1989
  - Duvalius antonellae Casale, Giachino, Vailati & Vigna Taglianti, 1996
  - Duvalius antoniae (Reitter, 1892)
  - Duvalius apuanus (Dodero, 1917)
  - Duvalius armeniacus Casale, 1979
  - Duvalius arnoldii Jeannel, 1962
  - Duvalius aroaniae Casale, Giachino, Vailati & Vigna Taglianti, 1996
  - Duvalius auberti (Grenier, 1864)
  - Duvalius balazuci Bruneau de Mire, 1948
  - Duvalius baldensis (Putzeys, 1870)
  - Duvalius balearicus Henrot, 1964
  - Duvalius bastianini Magrini, 1998
  - Duvalius battonii Straneo, 1959
  - Duvalius bensai (Castro, 1892)
  - Duvalius bertagnii Magrini, 1998
  - Duvalius berthae (Jeannel, 1910)
  - Duvalius bianchii Jeannel, 1928
  - Duvalius bicikensis Perrault, 1971
  - Duvalius bischoffi Maschnigg, 1936
  - Duvalius bodoanus (Reitter, 1913)
  - Duvalius boldorii Jeannel, 1926
  - Duvalius bolei Pralmer, 1963
  - Duvalius bonadonius Giordan & Raffaldi, 1982
  - Duvalius bonzanoi Casale & Vigna Taglianti, 1990
  - Duvalius boschi Jeannel, 1929
  - Duvalius brandisi (Ganglbauer, 1896)
  - Duvalius breiti (Ganglbauer, 1900)
  - Duvalius brujasi (Sainte-Claire Deville, 1901)
  - Duvalius bruschii Vigna Taglianti, 1999
  - Duvalius cadurcus Jeannel, 1955
  - Duvalius cailloli (Sainte-Claire Deville, 1902)
  - Duvalius calandrii Casale & Vigna Taglianti, 1990
  - Duvalius canevae (Gestro, 1885)
  - Duvalius carantii (Sella, 1874)
  - Duvalius carchinii Vigna Taglianti, Magrini & Vanni, 1993
  - Duvalius casalei Sciaky, 1992
  - Duvalius casellii (Gestro, 1898)
  - Duvalius cerrutii Sbordoni & Di Domenico, 1967
  - Duvalius cirocchii Magrini & Vanni, 1986
  - Duvalius clairi (Abeille de Perrin, 1881)
  - Duvalius coaduroi Pace, 1986
  - Duvalius comottii Casale, Giachino, Vailati & Vigna Taglianti, 1996
  - Duvalius convexicollis (Peyerimhoff, 1904)
  - Duvalius cornilloni Giordan & Raffaldi, 1998
  - Duvalius curtii Giordan & Raffaldi, 1983
  - Duvalius degiovannii Magrini & Vanni, 1985
  - Duvalius delphinensis (Abeille de Perrin, 1869)
  - Duvalius diaphanus (Rottenberg, 1874)
  - Duvalius didonnai Magrini, Vanni & Inguscio, 1996
  - Duvalius diniensis (Peyerimhoff, 1904)
  - Duvalius doderoi (Gestro, 1885)
  - Duvalius dolops Jeannel, 1937
  - Duvalius doriae (Fairmaire, 1859)
  - Duvalius dvoraki Moravec, 1986
  - Duvalius exaratus (Schaum, 1860)
  - Duvalius fodori Scheibel, 1937
  - Duvalius franchettii (Luigioni, 1926)
  - Duvalius fuchsi Scheibel, 1937
  - Duvalius fulvii Casale, Giachino, Vailati & Vigna Taglianti, 1996
  - Duvalius gabriellavernae Casale, Giachino, Vailati & Vigna Taglianti, 1999
  - Duvalius genesti Casale & Vigna Taglianti, 1984
  - Duvalius gentilei (Gestro, 1885)
  - Duvalius georgii (Muller, 1922)
  - Duvalius gestroi (Dodero, 1900)
  - Duvalius ghidinii (Gestro & Dodero, 1909)
  - Duvalius giachinoi Casale & Vigna Taglianti, 1990
  - Duvalius gogalai Pretnen, 1963
  - Duvalius graecus Casale, Giachino, Vailati & Vigna Taglianti, 1996
  - Duvalius guareschii Moscandini, 1950
  - Duvalius gusevi Belousov, 1989
  - Duvalius hetschkoi (Reitter, 1911)
  - Duvalius huetheri Jeannel, 1934
  - Duvalius iljukhini (Dalzhanski & Ljovuschkin, 1985)
  - Duvalius iolandae Magrini & Vanni, 1986
  - Duvalius iuliae Casale, Giachino, Vailati & Vigna Taglianli, 1996
  - Duvalius iulianae Vigna Taglianti & Casale, 1973
  - Duvalius jureceki (Dodeno, 1917)
  - Duvalius jurjurae (Peyerimhoff, 1909)
  - Duvalius koeni Muilwijk & Felix, 2008
  - Duvalius krueperi (Schaum, 1862)
  - Duvalius kryshanovskii Jeannel, 1962
  - Duvalius kyllenicus Scheibel, 1937
  - Duvalius laneyriei Ochs, 1948
  - Duvalius lantosquensis (Abeille da Perrin, 1881)
  - Duvalius lemairei Giordan & Raffaldi, 1982
  - Duvalius lencinai Mateu & Ortuno, 2006
  - Duvalius leonhardi (Reitter, 1901)
  - Duvalius lepinensis Cenuti, 1950
  - Duvalius lespesii (Fairmaire, 1867)
  - Duvalius longhii (Comolli, 1837)
  - Duvalius lucarellii Casale & Vigna Taglianti, 1990
  - Duvalius magdelainei (Jeannel, 1914)
  - Duvalius magistrettianus Schatzmayr, 1940
  - Duvalius maglianoi Giordan & Raffaldi, 1983
  - Duvalius marii Vanni, Magrini & Pennisi, 1991
  - Duvalius martensi Casale, 1983
  - Duvalius martinae Jeanne, 1996
  - Duvalius matocqi Giordan, 1987
  - Duvalius megrel Belousov, 1992
  - Duvalius meixneri Kreissl, 1993
  - Duvalius merisioi Casale, Giachino, Vailati & Vigna Taglianti, 1996
  - Duvalius milenae Casale, 1983
  - Duvalius minozzii (Dodero, 1917)
  - Duvalius miroshnikovi Belousov & Zamotajlov, 1995
  - Duvalius mixanigi Daffner, 1993
  - Duvalius moczarskii (Muller, 1917)
  - Duvalius mohammadzadehi Muilwijk & Felix, 2008
  - Duvalius montisageli Jeannel, 1947
  - Duvalius montisoetae Casale, 1987
  - Duvalius morisii Vigna Taglianti & Casale, 1973
  - Duvalius muelleri Winkler, 1933
  - Duvalius muriauxi Jeannel, 1957
  - Duvalius nambinensis Boldori, 1935
  - Duvalius occitanus Casale & Vigna Taglianti, 1993
  - Duvalius ochsi (Dodero, 1921)
  - Duvalius oertzeni (Miller, 1884)
  - Duvalius olympiadicus Scheibel, 1937
  - Duvalius oscus Franzini & Franzini, 1984
  - Duvalius ovtshinnikovi Belousov, 1992
  - Duvalius paulinae (Fagniez, 1922)
  - Duvalius pecoudi Jeannel, 1937
  - Duvalius pennisii Magrini & Vanni, 1984
  - Duvalius perrinae Giordan, 1989
  - Duvalius phoenicius Vigna Taglianti, 1973
  - Duvalius pominii Schatzmayr, 1943
  - Duvalius putshkovi Belousov & Kabak, 1999
  - Duvalius raffaldii Curti, 1981
  - Duvalius ramorinii (Gestro, 1887)
  - Duvalius raymondi Delarouzée, 1859
  - Duvalius regiszogui Maschnigg, 1936
  - Duvalius roberti (Abeille de Perrin, 1903)
  - Duvalius rossii Magrini & Vanni, 1991
  - Duvalius ruffoi Magistretti, 1956
  - Duvalius sardous (Dodero, 1917)
  - Duvalius saueri Farkac & Moravec, 1993
  - Duvalius sbordonii Vigna Taglianti, Genest & Sciaky, 1980
  - Duvalius sclanoi Magrini & Vanni, 1996
  - Duvalius sicardi Fagniez, 1923
  - Duvalius siculus (Baudi di Selva, 1882)
  - Duvalius silvestrii (Gestro, 1896)
  - Duvalius simoni (Abeille de Perris, 1881)
  - Duvalius smolikanus Casale, Giachino, Vailati & Vigna Taglianti, 1996
  - Duvalius sokolovi Ljovuschkin, 1963
  - Duvalius spaethi (Ganglbauer, 1904)
  - Duvalius springeri (Muller, 1921)
  - Duvalius stepanavanensis Iablokoff-Khnzorian, 1963
  - Duvalius straneoi Jeannel, 1931
  - Duvalius strupii Scheibel, 1937
  - Duvalius sturanyi (Apfelbeck, 1904)
  - Duvalius taygetanus Casale, 1979
  - Duvalius turcati Giordan & Raffaldi, 1983
  - Duvalius vallombrosus (Raselli & Raselti, 1920)
  - Duvalius vannii Magrini & Sclano, 1998
  - Duvalius vartashensis Belousov, 1989
  - Duvalius vermionensis Casale, 1983
  - Duvalius vignai Casale, 1983
  - Duvalius villiersi Giordan & Raffaldi, 1983
  - Duvalius virginiae Magnini, Vanni & Cirocchi, 1996
  - Duvalius volscus Franzini & Franzini, 1984
  - Duvalius voraginis Jeannel & Ochs, 1938
  - Duvalius waillyi Giordan & Raffaldi, 1982
  - Duvalius weiratheri Scheibel, 1937
  - Duvalius wichmanni Jeannel, 1929
  - Duvalius wingelmuelleri (Ganglbauer, 1904)
  - Duvalius winklerianus Jeannel, 1926
  - Duvalius yatsenkokhmelevskyi (Iablokoff-Khnzorian, 1960)
  - Duvalius zaimisi Jeannel, 1929
- Euduvalius Jeannel, 1928
  - Duvalius erichsonii (Schaufuss, 1864)
  - Duvalius lucidus (Muller, 1903)
  - Duvalius maglajensis (Apfelbeck, 1908)
  - Duvalius novaki (Muller, 1911)
  - Duvalius petrochilosi Coiffait, 1965
  - Duvalius reiseri (Ganglbauer, 1891)
  - Duvalius ruffoanus Casale, Giachino, Vailati & Vigna Taglianti, 1996
- Hungarotrechus Bokor, 1922
  - Duvalius babicola (Knirsch, 1925)
  - Duvalius bokori (Csiki, 1910)
  - Duvalius bucurensis Janak, 1993
  - Duvalius centenarius (Knirsch, 1925)
  - Duvalius corpulentus (Weise, 1875)
  - Duvalius delamarei Decou, 1967
  - Duvalius deubelianus (Csiki, 1903)
  - Duvalius dieneri (Csiki, 1910)
  - Duvalius gaali (Mallasz, 1928)
  - Duvalius ganglbauerianus (Knirsch, 1913)
  - Duvalius godeanus Janak, 1993
  - Duvalius goemoeriensis (Bokor, 1922)
  - Duvalius gracilis (Petri, 1912)
  - Duvalius hungaricus (Csiki, 1903)
  - Duvalius kimakowiczi (Ganglbauer, 1891)
  - Duvalius kurnakovi Jeannel, 1960
  - Duvalius merklii (Frivaldszky, 1877)
  - Duvalius microphthalmus (Miller, 1859)
  - Duvalius onaci Moldovan, 1993
  - Duvalius poporogui Decou, 1973
  - Duvalius proceroides Jeannel, 1926
  - Duvalius procerus (Putzeys, 1847)
  - Duvalius richardi (Knirsch, 1925)
  - Duvalius roubali Jeannel, 1926
  - Duvalius ruthenus (Reitter, 1878)
  - Duvalius subterraneus (Miller, 1868)
  - Duvalius szaboi (Csiki, 1914)
- Neoduvalius Muller, 1913
  - Duvalius bradycephalus Jeannel, 1928
  - Duvalius cuniculinus (Knirsch, 1929)
  - Duvalius cvijici (Jeannel, 1924)
  - Duvalius eurydice (Schaufuss, 1881)
  - Duvalius humerosus (Knirsch, 1926)
  - Duvalius klimeschi (Winkler, 1914)
  - Duvalius kodrici (Scheibel, 1938)
  - Duvalius langhofferi (Csiki, 1913)
  - Duvalius neumanni (Muller, 1911)
  - Duvalius opermanni Scheibel, 1933
  - Duvalius petraeus (Knirsch, 1927)
  - Duvalius reitteri (Miller, 1881)
  - Duvalius schatzmayri (Muller, 1912)
  - Duvalius styx (Apfelbeck, 1904)
  - Duvalius vranensis (Breit, 1904)
- Paraduvalius Knirsch, 1924
  - Duvalius balcanicus (Frivaldszky, 1879)
  - Duvalius beroni Gueorguiev, 1971
  - Duvalius bulgaricus (Knirsch, 1924)
  - Duvalius bureschi Jeannel, 1928
  - Duvalius deltshevi Gueorguiev, 1965
  - Duvalius garevi Casale & Genest, 1991
  - Duvalius germanae Casale & Vigna Taglianti, 1990
  - Duvalius glabellus Etonti & Etonti, 1984
  - Duvalius hanae Hurka, 1990
  - Duvalius joannidisi Casale, Giachino & Elonti, 1990
  - Duvalius karelhurkai Farkac, 1990
  - Duvalius kotelensis Genest, 1978
  - Duvalius legrandi (Genest, 1983)
  - Duvalius marani (Knirsch, 1930)
  - Duvalius papasoffi (Mandl, 1942)
  - Duvalius philippensis Jeannel, 1937
  - Duvalius pretneri Gueorguiev, 1971
  - Duvalius pruinosus Jeannel, 1937
  - Duvalius rajtchevi (Genest & Juberthie, 1983)
  - Duvalius regisborisi (Buresch, 1926)
  - Duvalius stankovitchi (Jeannel, 1924)
  - Duvalius sydowi Jeannel, 1930
  - Duvalius winkleri (Jeannel, 1924)
  - Duvalius zivkovi (Knirsch, 1925)
- Platyduvalius Jeannel, 1928
  - Duvalius macedonicus (Muller, 1917)
- Trechopsis Peyerimhoff, 1908
  - Duvalius baborensis Bruneau de Mire, 1955
  - Duvalius ferreresi (Lagar, 1976)
  - Duvalius iblis (Payerimhoff, 1910)
  - Duvalius lapiei (Peyerimhoff, 1908)
- Typhloduvalius Hurka & Pulpan, 1980
  - Duvalius gebhardti (Bokor, 1926)

## Publication originale
- Delarouzée, 1859 : Description de deux Coléoptères nouveaux. Annales de la Société Entomologique de France, ser. I vol. 7, p. 65-69.